# Punch Records
Punch Records ist ein in Rom ansässiges Independent-Label, das von Tairy Ceron betrieben wird und auf unkonventionelle Underground-Acts spezialisiert ist, die sich meist einer exakten Genre-Kategorisierung entziehen. Die ersten Tonträger erschienen 2003. Im weitesten Sinne können Stilelemente des Industrial, Folk, Lounge, Ambient, Dark Cabaret, Minimal Electro und Psychedelic als Gemeinsamkeiten verzeichnet werden. Wiederkehrende Merkmale sind außerdem eine Limitierung der Auflagenzahl, ein Faible für Vinyl-Veröffentlichungen und ein meist charakteristisch gestaltetes Design mit teilweise bizarren, morbiden Bildmotiven.
Die Auswahl der Bands ist international, zu den Vertretern zählen Ait!, Commando Suzie, Elli Riehl, Eric Ursich, Mushroom’s Patience, Novy Svet und Ô Paradis.